# قانون پهنای‌باند کارسون
در مخابرات، قانون پهنای‌باند کارسون پهنای‌باند تقریبی موردنیاز سامانه مخابراتی را برای یک سیگنال حامل که مدوله‌شده فرکانس با یک طیف پیوسته یا پهن به جای یک فرکانس منفرد است، مشخص می‌کند. قانون کارسون وقتی سیگنال مدوله‌کننده شامل ناپیوستگی‌هایی مانند یک موج مربعی باشد، به خوبی صدق نمی‌کند. قانون کارسون از مقاله جان رنشو کارسون در سال ۱۹۲۲ نشات گرفته‌است.
قانون پهنای‌باند کارسون با رابطه بیان می‌شود:
{\displaystyle CBR=2(\Delta f+f_{m})}
که:
{\displaystyle CBR} پهنای‌باند موردنیاز است.
{\displaystyle \Delta f} اوج انحراف فرکانس است.
{\displaystyle f_{m}} بالاترین فرکانس در سیگنال مدوله‌کننده است.
به عنوان مثال، یک سیگنال رادیویی دو طرفه VHF/UHF با استفاده از حالت FM , با اوج انحراف ۵ کیلوهرتز و حداکثر فرکانس صوتی ۳ کیلوهرتز، به پهنای‌باند تقریبی ۲ * (۵ + ۳) = ۱۶ کیلوهرتز نیاز دارد
پخش استاندارد FM استریو، با حداکثر انحراف ۷۵ کیلوهرتز، بالاترین فرکانس مدوله‌کننده (که ترکیبی از L + R و L - R است) ۵۳ کیلوهرتز است؛ بنابراین بیشتر انرژی در پهنای‌باند تقریبی ۲ * (۷۵ + ۵۳) = ۲۵۶ کیلوهرتز قرار دارد (بسته به فرستنده‌های پخش FM از نظر جغرافیایی تقریباً همیشه فرکانس‌های اسمی مرکزی با فاصله حداقل ۴۰۰ کیلوهرتز اختصاص داده می‌شوند).
قانون پهنای‌باند کارسون اغلب در فرستنده‌ها، آنتن‌ها، منابع نوری، گیرنده‌ها، آشکارسازنوری و سایر اجزای سامانه مخابراتی اعمال می‌شود.